# George Hotz
Pour les articles homonymes, voir Hotz.
 (mai 2022).
George Francis Hotz, également connu sous le pseudonyme de geohot, est un hacker et informaticien américain, né le 2 octobre 1989 à Glen Rock au New Jersey. Il s'est fait connaître grâce à ses travaux sur le déverrouillage de l'iPhone ainsi que pour avoir été le premier à pirater la PlayStation 3, ce qui lui a valu un procès de la part de Sony. Il travaille actuellement sur un projet de véhicule autonome au sein de l'entreprise Comma.ai qu'il a fondée en 2015.

## Biographie
George Hotz a grandi à Glen Rock, dans le New Jersey. Né d'un père professeur en informatique et d'une mère travaillant dans le social, il a une sœur, Gulia Hotz, surnommée Fifty.
George Hotz fait parler de lui pour la première fois dès l'année 2000 après avoir conçu un appareil nommé « pocketFart » traduit littéralement par : « PetDePoche ». Il se fait exclure de son établissement scolaire du New Jersey après avoir utilisé cette fameuse machine en cours de chimie. 

### École secondaire et lycée
Il est finaliste à l'ISEF (Intel Northwest Science Expo), concours scientifique pour les élèves du secondaire, à Portland en 2005, avec son projet « The Googler ». Continuant avec des robots, Hotz participe avec son école à un célèbre combat de robots en équipe, le Titanium Knights. George a également travaillé sur le projet « NeuropiloT », un encéphalogramme qui commande une interface informatique. En 2007, Hotz reparticipe à l'ISEF, où son projet intitulé « I want a Holodeck », a reçu des récompenses dans plusieurs catégories.

### Université de Rochester
En 2007, il entre en première année à l'Institut de technologie de Rochester, rapidement après la notoriété acquise par le piratage de l'iPhone, mais la quitte après le 1er trimestre. En décembre 2007, George Hotz se rend en Suède pour assister à la Stockholm International Youth Science Seminar et parler de son projet d'imagerie 3D (Holodeck) dont il avait déjà rapporté une bourse de 20 000 $ à l'ISEF plus tôt dans l'année.
Cette même année, il se fait mondialement connaître après avoir réussi à déverrouiller la fonction téléphonique de l'iPhone (cf. infra) à seulement 17 ans. Il est interviewé par la chaîne de télévision américaine ABC News à ce sujet.
Il obtient, le 22 avril 2008, un poste de stagiaire chez Google en Californie[réf. nécessaire].

### Piratage
En 2010, il est le premier à pirater la PlayStation 3, en cinq semaines, alors que plusieurs communautés de hackers ont essayé pendant trois années.
Après un bref retrait de la communauté, il sort un outil permettant le jailbreak de l'iOS version 4.1 des appareils iOS nommé limera1n.
En 2011, à la suite des travaux de l'équipe fail0verflow, il annonce avoir cassé le « METLDR » de la Playstation 3, considéré comme la « Master key » de la console et permettant d'y accéder en tant qu'administrateur.
En janvier 2011, des rumeurs infondées indiquent le retour du hackeur sur la scène du hack des iDevices avec un outil nommé Rubyra1n, permettant le jailbreak des appareils Apple avec l'iOS version 4.2.1.
George Hotz s'est également essayé au rap sous le pseudonyme de tomcr00se. Il avait répondu à Sony un rap posté sur YouTube pendant son procès.
George Hotz reçoit régulièrement une attention particulière dans les médias traditionnels, incluant des interviews sur The Today Show, Fox News Channel, CNN, NBC, CBS, G4, ABC News ou bien encore CNBC, et des articles dans plusieurs magazines, journaux et sites Web, y compris Forbes et la BBC.

### Travail auprès des géants de la technologie
Le 28 juin 2011, il est embauché par le réseau social Facebook. Quelques mois plus tard, il démissionne de Facebook et s'occupe alors d'une start-up financée par Lady Gaga.
Le 15 juillet 2014, Google s'offre ses services dans le cadre du Project Zero.

## Hacking

### Périphériques Apple
Le 21 août 2007, à la suite des travaux de Jon Lech Johansen, il réussit à déverrouiller la fonction téléphonique de l'iPhone. Jusqu'alors, il était en effet impossible de l'utiliser hors du cadre d'un abonnement avec AT&T, le principal opérateur américain. Hotz a publié ses essais sur son blog pendant trois semaines, aidé par quatre autres hackers.
Il publiera sur son blog les étapes compliquées du déblocage de l'iPhone, accompagnée d'une vidéo didactique : la méthode expliquée impose d'ouvrir l'appareil, de couper des fils, de faire une soudure, puis de reprogrammer l'iPhone avec un certain logiciel,. Le 24 août 2007, invité par la chaîne de télévision CNBC, il réalise la manipulation en direct. Entre-temps, il aura ouvert un nouveau blog consacré à la mise au point d'un système de géolocalisation pour l'iPhone 3G.
Terry Daidone, fondateur de Certicell, entreprise de réparation de téléphones mobiles, lui propose d'échanger son iPhone déverrouillé contre une voiture neuve valant 38 000 dollars, la Nissan 350Z. George Hotz accepte à condition d'obtenir trois iPhone 8 Go en plus pour les pirates qui l'ont aidé,. 

### PlayStation 3
Début 2010, il se fixe un nouveau défi : hacker la PlayStation 3, inviolable depuis 3 ans. Il crée un nouveau blog consacré au hack de la Playstation 3, comme son antécédent sur l'iPhone. 
Le 22 janvier 2010, le hack de la Playstation 3 est annoncé sur son blog : « J'ai un accès en lecture/écriture sur l'ensemble du système mémoire, et un accès au processeur au niveau de l'Hyperviseur. Autrement dit, j'ai hacké la PS3 ». C'est par ces mots que George Hotz annonce sa prouesse technologique, réussissant ainsi en 5 semaines ce que beaucoup essayaient depuis plus de 3 ans.
Le 1er avril 2010, Sony Computer Entertainment met en place une nouvelle mise à jour (firmware 3.21) supprimant OtherOS, fonction permettant d'installer un système d'exploitation alternatif à l'instar de GNU/Linux, afin de contrer la faille trouvée par George Hotz. Officiellement, cette décision est prise pour éviter des problèmes de sécurité.
Le 7 avril 2010, George Hotz réussit à faire pour la première fois un Custom Firmware sur PS3. Ce dernier permet à nouveau d'utiliser la fonction OtherOS supprimé par Sony. Malgré la publication d'une vidéo montrant l'utilisation de son Custom Firmware, le délai qu'il a fallu pour annoncer une date de sortie a convaincu un grand nombre dans la communauté que celui-ci était, en fait, un canular[réf. souhaitée].

### Retrait de la communauté
George Hotz annonça le 13 juillet 2010, sur son blog et sur Twitter, son retrait de la communauté du hack des iDevices, affirmant qu'il ne trouvait plus cela amusant, les gens prenaient ceci trop au sérieux alors que ce n'était qu'une distraction pour lui au départ.

Logo de limera1n

### Retour inattendu
Le 9 octobre 2010, contre toute attente, il sort limera1n, un outil permettant le jailbreak du firmware 4.1 des « iDevices », iPhone 4 compris,, devançant ainsi d'une seule journée la sortie de greenpois0n, l'outil de la Chronic Dev Team qui devait sortir le 10 octobre 2010. Avec cette manœuvre, GeoHot permet de préserver la faille SHAtter pour une future version d'iOS, au cas où Apple comblait la faille exploitée par limera1n. Cependant, la sortie prématurée de limera1n a rendu celui-ci assez instable et infonctionnel sur certains appareils d'ancienne génération.

### Jailbreak de la Playstation 3
Alors qu'il faisait ses adieux à la scène en juillet 2010, GeoHot est de retour le 3 janvier 2011 sur le hacking de la PlayStation 3, avec en sa possession la root key. C'est par le biais de son site officiel, qui ne comporte plus que cette information, qu'il révèle publiquement cette clé.
Le 4 janvier 2011, il propose le premier homebrew signé fonctionnant avec le firmware 3.55. Il s'agit uniquement d'un simple message « Hello world » pour montrer qu'il est alors possible de faire tourner du code non signé grâce aux clés que nous possédons sur toutes les versions système.
Le 10 janvier 2011, GeoHot parvient à « casser » la « Master key » de la Playstation 3 et rend les codes publics tout en se présentant comme un bon hacker car il projette de travailler à Sony.
Sony lui intente un procès ainsi qu'à d'autres personnes (team failoverflow, graf_chokolo), invoquant la violation de multiples textes de loi américains, dont le Digital Millennium Copyright Act (DMCA) et le Computer Fraud and Abuse Act ; la société réclame leur matériel ainsi que leur code. La société japonaise portera plainte le 11 janvier 2011 contre George Hotz pour : « Détention illégale d'informations sensibles sur support informatique », « Fraude avérée dans le but de s'enrichir », « Transmission intentionnelle de code », « Nuisance à l'image de marque de Sony, et nuisance à la stabilité du système PS3 », « Hack de mots de passe, clefs et codes » et « Extorsion » et l'oblige à supprimer toutes les informations permettant le hack de la console. Les Anonymous ripostent et attaquent le PSN de Sony rendant inaccessibles bon nombre de sites de Sony. Un hacker externe au groupe, profitant des attaques d'Anonymous sur le PSN, a piraté les informations de millions d'utilisateurs (dont des informations bancaires). À la suite de ce hack, Sony a dû fermer le PSN pendant plusieurs semaines, subissant de ce fait une perte de 128 millions d'euros. Ainsi, la succession des hacks de Sony par différentes personnes a mené l'entreprise à passer un accord à l'amiable avec Geohot.
À la suite de ses déconvenues avec Sony, GeoHot a enregistré un titre rap diffusé sur YouTube en forme de droit de réponse.
À la suite du piratage du PlayStation Network il déclara aux pirates : « Vous avez clairement du talent et aurez beaucoup d’argent (ou une peine de prison et plus du tout d’argent) dans le futur. Ne soyez pas cons et ne vendez pas les informations personnelles des gens »[réf. nécessaire].
Malgré cela, après ces deux attaques, de nombreux sites de Sony ont été rendus inaccessibles à la suite d'attaques DDOS et de nouveaux vols de données par LulzSec (mot de passe de compte, et les adresses e-mail associées du site Sony Pictures).
Au détour d'une interview pour Wired, GeoHot a déclaré qu'il pourrait bien revenir sur le devant de la scène Playstation 3 si le DMCA venait à être révisé, légalisant le jailbreak dans le domaine du jeu vidéo, comme il l'a été pour la téléphonie mobile.

### Root "Knox-safe" du Galaxy S5
Le 15 juin 2014, il publie sur le site XDA où il explique avoir développé une app (au format APK donc), permettant de rooter un Galaxy S5 SM-G900F sous KitKat (ainsi que les Note 3 SM-N9005 et Galaxy S4 I9505) sans activer le drapeau Knox : Towelroot. Le mode privé est donc toujours actif et aucun souci de prise en charge SAV après suppression du root (certains prestataires refusent la prise en charge SAV avec un flag en 0x1). L'appareil doit posséder un kernel vulnérable. Samsung a depuis colmaté l'exploit utilisé par Geohot mais sous KitKat, ceci est contournable.

## Conduite autonome

### Rencontre avec Elon Musk
Au cours de l'année 2015, il rencontre Elon Musk. Ce dernier le met au défi de créer un système de conduite autonome aussi performant que celui de la société MobileEye. Le patron de Tesla lui offre 12 millions de dollars américains moins 1 millions de dollars par mois que George Hotz prendra pour développer le système. Elon Musk le rappelle à son anniversaire pour annoncer que le système n'est pas plus performant que celui de MobileEye.

### Comma.ai, Inc.
Le 1er octobre 2015, il fonde l'entreprise spécialisée dans la conduite autonome Comma.ai. En novembre 2015, George Hotz a invité Ashlee Vance, journaliste à Bloomberg Businessweek pour tester son projet de voiture autonome développé en un mois seulement.